# Chlorométhyltriméthylsilane
Le (chlorométhyl)triméthylsilane, ou chlorure de (triméthylsilyle)méthyle, est un chlorure organosilicié de formule chimique (CH3)3SiCH2Cl. Il se présente sous la forme d'un liquide volatil incolore.
Il est utilisé comme alkylant en synthèse organique, par exemple pour la synthèse du (triméthylsilyl)méthyllithium (CH3)3SiCH2Li. Il réalise l'oléfination des benzophénones en présence de triphénylphosphine P(C6H5)3 :
(CH3)3SiCH2Cl + PPh3 + Ar2C=O ⟶ Ar2C=CH2 + OPPh3 + (CH3)3SiCl.